# Liste des chansons écrites par Réjean Ducharme
Réjean Ducharme a écrit une quarantaine de chansons qui ont fait l'objet d'enregistrements. Elles ont principalement été mises en musique et interprétées par Robert Charlebois.

## Textes originaux
Liste des chansons enregistrées comportant un texte original de Réjean Ducharme, en ordre chronologique. On indique l'album et la date du premier enregistrement.
| Titre                                   | Compositeur       | Interprète        | Album                                            | Étiquette                      | Date | Information additionnelle |
| --------------------------------------- | ----------------- | ----------------- | ------------------------------------------------ | ------------------------------ | ---- | --- |
| Le violent seul (Chu tanné),            | Robert Charlebois | Robert Charlebois | Un gars ben ordinaire                            | Gamma GS144                    | 1970 | Aussi connue sous le titre Chu tanné.                                                                                             |
| Mon pays,                               | Robert Charlebois | Robert Charlebois | Un gars ben ordinaire                            | Gamma GS144                    | 1970 | Aussi connue sous le titre Mon pays, ce n'est pas un pays c'est une job.                                                          |
| Limoilou,                               | Robert Charlebois | Robert Charlebois | Robert Charlebois                                | Gamma GS146                    | 1971 | |
| Déménager ou rester là,                 | Robert Charlebois | Pauline Julien    | Au milieu de ma vie, peut-être à la veille de... | Disques Zodiaque ZOX-6002      | 1972 | |
| Je vous aime,                           | Jacques Perron    | Pauline Julien    | Au milieu de ma vie, peut-être à la veille de... | Disques Zodiaque ZOX-6002      | 1972 | |
| Fais-toi z'en pas,                      | Robert Charlebois | Robert Charlebois | Charlebois                                       | Barclay 80123                  | 1972 | |
| Insomnie,                               | Robert Charlebois | Robert Charlebois | Solidaritude                                     | Barclay 80173                  | 1973 | |
| Le révolté,                             | Robert Charlebois | Robert Charlebois | Solidaritude                                     | Barclay 80173                  | 1973 | |
| La tendresse et l'amitié,               | Robert Charlebois | Robert Charlebois | Charlebois                                       | Barclay 80200Y                 | 1974 | |
| Manche de pelle,                        | Robert Charlebois | Robert Charlebois | Charlebois                                       | Barclay 80200Y                 | 1974 | |
| Faudrait (Complainte),                  | Jacques Perron    | Pauline Julien    | Pauline Julien en scène                          | Deram XDEF124                  | 1975 | |
| Je l'savais,                            | Robert Charlebois | Robert Charlebois | Swing Charlebois Swing                           | Kébec Disc SNL939              | 1977 | |
| Une ville ben ordinaire (ou St-Jérôme), | Robert Charlebois | Pauline Julien    | 45 RPM, Face A                                   | Kébec Disc KD9037              | 1978 | Connue sous le titre Une ville ben ordinaire et St-Jérôme. Reprise par Robert Charlebois sur son album Le chanteur masqué (1996). |
| C'est pas sérieux,                      | Robert Charlebois | Robert Charlebois | Solide                                           | Kébec Disc SNL964              | 1979 | |
| Dix ans,                                | Jean-Marie Benoît | Robert Charlebois | Solide                                           | Kébec Disc SNL964              | 1979 | |
| J't'haïs,                               | Robert Charlebois | Robert Charlebois | Solide                                           | Kébec Disc SNL964              | 1979 | |
| J'veux d'l'amour,                       | Robert Charlebois | Robert Charlebois | Solide                                           | Kébec Disc SNL964              | 1979 | |
| La samba des canards,                   | Robert Charlebois | Robert Charlebois | Solide                                           | Kébec Disc SNL964              | 1979 | |
| Première neige,                         | Robert Charlebois | Robert Charlebois | Solide                                           | Kébec Disc SNL964              | 1979 | |
| Ritz,                                   | Robert Charlebois | Robert Charlebois | Solide                                           | Kébec Disc SNL964              | 1979 | |
| Superficielle,                          | Robert Charlebois | Robert Charlebois | Solide                                           | Kébec Disc SNL964              | 1979 | |
| Amour fiction,                          | Robert Charlebois | Robert Charlebois | 45 RPM, Face B                                   | RCA PB 8685                    | 1981 | |
| Faut qu'ça change,                      | Robert Charlebois | Robert Charlebois | Heureux en amour?                                | Solution SN531                 | 1981 | |
| Heureux en amour?,                      | Robert Charlebois | Robert Charlebois | Heureux en amour?                                | Solution SN531                 | 1981 | |
| Je suis né,                             | Robert Charlebois | Robert Charlebois | Heureux en amour?                                | Solution SN531                 | 1981 | |
| Que c'est, que c'est!!!,                | Robert Charlebois | Robert Charlebois | Heureux en amour?                                | Solution SN531                 | 1981 | |
| Fais semblant,                          | Robert Charlebois | Robert Charlebois | 45 RPM, Face A                                   | RCA PB 61233                   | 1983 | Bande originale du film La fiancée qui venait du froid.                                                                           |
| J'voulais pas y aller,                  | Robert Charlebois | Robert Charlebois | La chanteur masqué                               | Solution / GSI Musique SNC-810 | 1996 | |
| Un tour en Gaspésie,                    | Robert Charlebois | Robert Charlebois | La chanteur masqué                               | Solution / GSI Musique SNC-810 | 1996 | |
| Une bonne fois,                         | Robert Charlebois | Robert Charlebois | La chanteur masqué                               | Solution / GSI Musique SNC-810 | 1996 | |
| Daniella,                               | Jérôme Charlebois | Jérôme Charlebois | 27                                               | Productions Garou GARCD-2710   | 2007 | |
| Le manque de confiance en soi,          | Robert Charlebois | Robert Charlebois | Et voilà                                         | La Tribu TRICD-7394            | 2019 | Sans doute la même chanson que On va manquer notre coup, listée dans la discographie de J.-P. Boucher.                            |
| Arizona,                                | Robert Charlebois | Robert Charlebois | Charlebois à Ducharme                            | La Tribu TRICD-7415            | 2021 | |

## Adaptations
En 1978, Réjean Ducharme adapte en français le livret du ballet chanté Les sept péchés capitaux de Bertolt Brecht et Kurt Weill, avec une orchestration de Jacques Marchand. Pauline Julien en est l'interprète vocale principale. Cette production est créée par les Grands ballet canadiens en octobre 1978 à Ottawa. Un enregistrement paraît en 1979 sur étiquette Kébec Disc (KD977),,. 
Les chansons sont les suivantes: 
- Prologue
- La paresse
- L'orgeuil
- La colère
- La gourmandise
- La luxure
- L'avarice
- L'envie

## Citations
Liste des chansons qui citent des extraits de l'œuvre de Réjean Ducharme, et pour lesquelles on lui attribue un statut d'auteur. La date indiquée est celle de la création en spectacle ou de l'édition du premier enregistrement.
- Les langues humaines (2002). Composition: Luc Marcel; interprétation: Ensemble Solange. Texte extrait du roman L'Avalée des avalés[2],[13].
- L'avalée des avalées / Premières pages (2004). Composition: Nathalie Lessard et François Thibault; interprétation: Nathalie Lessard. Album: Pièces d'identité. Texte extrait du roman L'Avalée des avalés[2],[14].
- Kamikaze (2017). Composition et interprétation: Patrice Michaud. Album: Almanach. Citation tirée du roman Le Nez qui voque[2],[15].
- Le nez qui voque (2020). Composition: Rudy Berhnard et Charles-David Dubé. Interprétation: Rudy Berhnard. Album: Coïncidences : Songes Collection. Citations tirées du titre du roman Le Nez qui voque[2],[16].